# لغات تيرهينية
التيرّهينية (بالإنجليزية: Tyrrhenian أو Tyrsenian، من اليونانية (الأتيكية: Τυῤῥηνοί Turrhēnoi، الآيونية: Τυρσηνοί Tursēnoi)) هي عائلة لغات منقرضة مقترحة، اقترحها اللساني هلموت ركس في 1998، وتتكون من اللغة الإتروية في شمال ووسط وجنوب غرب إيطاليا وشرق كورسيكا في فرنسا، و{{اللغة الريتكية|Rhaetic}} من جبال الألب والمسماة على {{الشعب الريتائي|Rhaetian people}}، و{{اللغة الليمنية|Lemnian language}} في بحر إيجة، وقد تضاف إليهم {{اللغة الكامونية|Camunic language}}، ولكن المحتويات المكتوبة بها قليلة جدًّا مما يصعب تصنيفها بدقة. تعتبر اللغات التيرهينية عادة لغات ما قبل هندو-أوربية [الإنجليزية].